# Partido Social Democrata (Reino Unido)
O Partido Social Democrata (em inglês: Social Democratic Party, SDP) foi um partido político britânico fundado em 1981 por quatro ex-dirigentes do Partido Trabalhista, apelidados de "Gangue dos Quatro". O partido apoiava uma economia mista (favorecendo um sistema inspirado na economia social de mercado alemã), reforma eleitoral, europeísmo e descentralização, rejeitando a possibilidade dos sindicatos serem excessivamente influentes na esfera industrial. Oficialmente, defendia a "social-democracia", mas era descrito como propenso ao liberalismo social.
O SDP foi fundado em 26 de março de 1981 pelos trabalhistas moderados Roy Jenkins, David Owen, Bill Rodgers e Shirley Williams. Owen e Rodgers eram membros do Parlamento do Reino Unido, Jenkins havia deixado o parlamento em 1977 para servir como presidente da Comissão Europeia, enquanto Williams havia perdido seu assento nas eleições gerais de 1979. Todos os quatro tinham experiência de gabinete na década de 1970, antes do Partido Trabalhista perder o poder em 1979. Os quatro deixaram o Partido Trabalhista como resultado da conferência de Wembley de janeiro de 1981, na qual o partido se comprometeu ao desarmamento nuclear unilateral e à retirada do Reino Unido da Comunidade Econômica Europeia. Eles também acreditavam que o Partido Trabalhista havia se tornado de esquerda radical e sido infiltrado por uma tendência trotskista cujas opiniões e comportamento eles consideravam estar em desacordo com Partido Trabalhista Parlamentar e seus eleitores.
Logo após sua formação, o SDP formou uma aliança política e eleitoral com o Partido Liberal, a Aliança SDP-Liberal, que durou até as eleições gerais de 1983 e 1987. Em 1988, os dois partidos se fundiram, formando os Sociais e Liberais Democratas, mais tarde renomeados para Liberais Democratas, embora uma minoria, liderada por Owen, tenha continuado com o nome de Partido Social Democrata até 1990.

## Resultados eleitorais

### Eleições legislativas
| Data | Líder       | Cl. | Votos     | %          | +/- | Deputados | +/- | Status   | Notas                       |
| ---- | ----------- | --- | --------- | ---------- | --- | --------- | --- | -------- | --------------------------- |
| 1983 | Roy Jenkins | 3.º | 7 780 949 | 25,4 / 100 |     | 6 / 650   |     | Oposição | Aliança com Partido Liberal |
| 1987 | David Owen  | 3.º | 7 341 633 | 22,6 / 100 | 2,8 | 5 / 650   | 1   | Oposição | Aliança com Partido Liberal |

### Eleições europeias
| Data | Cl. | Votos     | %          | +/-  | Deputados | +/-     | Notas                       |
| ---- | --- | --------- | ---------- | ---- | --------- | ------- | --------------------------- |
| 1984 | 3.º | 2 591 659 | 19,5 / 100 |      | 0 / 81    |         | Aliança com Partido Liberal |
| 1989 | 7.º | 75 886    | 0,5 / 100  | 19,0 | 0 / 81    | Estável |                             |